# Selling Sunset

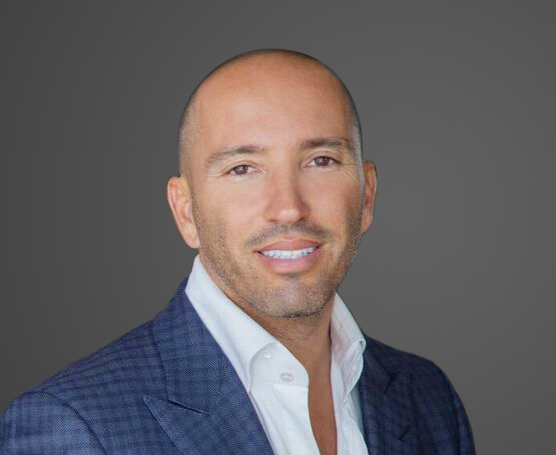
Jason Oppenheim (Gründer der Immobilienfirma aus Selling Sunset)

Selling Sunset ist eine US-amerikanische Reality-TV-Serie auf Netflix. Die Ausstrahlung der Serie begann im März 2019. Selling Sunset handelt von der Vermarktung hochwertiger Wohnimmobilien in Los Angeles durch eine Immobilienmaklerfirma der Oppenheim-Gruppe. Die Serie begleitet die Gruppe von Agenten in ihrem privaten und beruflichen Leben.

## Besetzung
Die Tabelle nennt die Darsteller, ihren Hintergrund und ihre Zugehörigkeit zur Hauptbesetzung (◼) bzw. zu den Neben- und Gastdarstellern (◻) je Staffel.
| Name              | Hintergrund                          | Staffel | Staffel | Staffel | Staffel | Staffel | Staffel | Staffel | Staffel |
| Name              | Hintergrund                          | 1       | 2       | 3       | 4       | 5       | 6       | 7       | 8       |
| ----------------- | ------------------------------------ | ------- | ------- | ------- | ------- | ------- | ------- | ------- | ------- |
| Brett Oppenheim   | Co-Founder Oppenheim Group           | ◼       | ◼       | ◼       | ◼       | ◼       | ◼       | ◼       | ◼       |
| Jason Oppenheim   | Co-Founder Oppenheim Group           | ◼       | ◼       | ◼       | ◼       | ◼       | ◼       | ◼       | ◼       |
| Chrishell Stause  | Immobilienmaklerin                   | ◼       | ◼       | ◼       | ◼       | ◼       | ◼       | ◼       | ◼       |
| Mary Fitzgerald   | Immobilienmaklerin                   | ◼       | ◼       | ◼       | ◼       | ◼       | ◼       | ◼       | ◼       |
| Heather El Moussa | Immobilienmaklerin                   | ◼       | ◼       | ◼       | ◼       | ◼       | ◼       | ◻       |         |
| Romain Bonnet     | Ehemann von Mary                     | ◻       | ◼       | ◼       | ◻       | ◻       | ◻       | ◼       | ◻       |
| Maya Vander       | Immobilienmaklerin                   | ◼       | ◼       | ◼       | ◼       | ◼       | ◻       |         | ◻       |
| Christine Quinn   | Immobilienmaklerin                   | ◼       | ◼       | ◼       | ◼       | ◼       |         |         |         |
| Amanza Smith      | Immobilienmaklerin, Innenarchitektin |         | ◼       | ◼       | ◼       | ◼       | ◼       | ◼       | ◼       |
| Davina Potratz    | Immobilienmaklerin                   | ◻       | ◼       | ◼       | ◼       | ◼       | ◻       | ◻       |         |
| Emma Hernan       | Immobilienmaklerin                   |         |         |         | ◼       | ◼       | ◼       | ◼       | ◼       |
| Vanessa Villela   | Immobilienmaklerin                   |         |         |         | ◼       | ◼       |         |         |         |
| Chelsea Lazkani   | Immobilienmaklerin                   |         |         |         |         | ◼       | ◼       | ◼       | ◼       |
| Nicole Young      | Immobilienmaklerin                   |         |         | ◻       | ◻       | ◻       | ◼       | ◼       | ◼       |
| Bre Tiesi         | Immobilienmaklerin                   |         |         |         |         |         | ◼       | ◼       | ◼       |
| Alanna Whittaker  | Immobilienmaklerin                   |         |         |         |         |         |         |         | ◼       |
| Cassandra Dawn    | Immobilienmaklerin                   |         |         |         |         |         |         | ◻       |         |

## Veröffentlichung
Die Serie wurde erstmals am 21. März 2019 mit acht Episoden veröffentlicht. Die zweite Staffel folgte am 22. Mai 2020, ebenfalls mit acht Episoden.  Die dritte Staffel erschien am 7. August 2020, die vierte am 24. November 2021 und die fünfte im April 2022. Die sechste Staffel erschien am 19. Mai 2023, und die siebte Staffel folgte am 3. November 2023 im selben Jahr. Am 6. September 2024 erschien die achte Staffel.
| Staffel | Episodenanzahl | Erstausstrahlung  |
| ------- | -------------- | ----------------- |
| 1       | 8              | 22. März 2019     |
| 2       | 8              | 22. Mai 2020      |
| 3       | 8              | 7. August 2020    |
| 4       | 10             | 24. November 2021 |
| 5       | 10 +1          | 22. April 2022    |
| 6       | 11             | 19. Mai 2023      |
| 7       | 11 +1          | 3. November 2023  |
| 8       | 11             | 6. September 2024 |

## Spin-offs
Im Dezember 2021 veröffentlichte Netflix das erste Spin-off Selling Tampa, das in Tampa, Florida, spielt. Im August 2022 erschien ein weiteres Spin-off Selling the OC, welches in Orange County, Kalifornien, spielt. Im Mai 2024 kündigte Netflix eine weitere Serie mit dem Titel Selling The City an, die in New York City gedreht wird.